# ウェスタン村
ウェスタン村（ウェスタンむら）は、かつて栃木県日光市にあった、アメリカの西部開拓時代を主題としたテーマパークである。2006年12月7日に休園した。

## 概要
経営母体は大高企業株式会社（代表取締役社長:大南志津子、専務:大南兼一）、施設設計は中隣設計事務所、建設は東武建設が担当。周辺のテーマパークとは異なり地元資本で運営されていたパークである。年中無休であった。
プロモーションビデオやテレビコマーシャルの撮影を行う際、西部劇風のロケ地として使われた事もあった。コマーシャルの撮影用に備品を貸し出すこともあった。
コマーシャルは主にテレビ東京に出稿をしていた。
日本鉄道保存協会の加盟団体でもあった。

## 沿革

### 「鬼怒川ファミリー牧場」として開園
1969年末まで地元でホテル・旅館業を営んでいた大高企業株式会社の大南志津子と大南兼一が西部開拓史に興味を抱き、1973年10月に、初代支配人に嶋田伸之を迎え、資本金300万円で大南家の所有地だった創業地に、本施設の前身である観光牧場「鬼怒川ファミリー牧場」を開園した。「鬼怒川ファミリー牧場」は、ウェスタン風の施設を次々に開設したり、ウェスタンショーを開催する等、次第に観光牧場からテーマパークに近づいて行った。

### 「ウェスタン村」に改称
1982年3月、正式に名称を「ウェスタン村」に変更して営業を開始。当時のキャッチフレーズは「古き良きアメリカと太陽の国メキシコが出会う国」であった。
鬼怒川・川治観光施設協会のウェブサイトでは「アメリカの顔が鬼怒川の顔になった」というフレーズで紹介されていた。

### 休園
従前は通年営業であったが、2006年に同年12月7日から2007年3月末まで施設メンテナンスを理由に冬期休業すると公式サイトで発表。さらに、2007年2月末には、4月以降も休園すると発表した。
2007年4月28日の産経新聞栃木県地方版において、従業員を全員解雇したこと、2006年9月に銀行融資を債権譲受したニッシン債権回収が土地建物の差押えを東京地裁に申し立てたことが報じられ、資金難により営業再開ができない状況に陥っていたことが明らかとなっている。
2007年3月には施設内で金属を使用した窓枠が大量盗難に遭う窃盗事件が発生している。
2007年10月11日に日本鉄道保存協会からの退会を同協会の総会で報告した。
2014年に矢板市の木材加工業者トーセンが敷地の半分を買い取り、木質バイオマス発電所の設置を計画。しかし、送電線系統接続の問題や、燃焼の排気による反対に遭い建設が中断。
2019年11月時点では、建物や備品の撤去は行われず、経年劣化による傷みなどにより廃墟に近い状態となっている。また、2020年1月時点では、敷地の一部が貯木場として使われている。

### 年表
- 1973年10月 - 大高企業が前身の「鬼怒川ファミリー牧場」を開設。
- 1976年5月 - 大バーベキューレストランを開設。
- 1977年4月 - ウェスタン砦を開設し「ウェスタンショー」を上演[6]。
- 1978年4月 - ウェスタンタウンを開設。
- 1979年7月 - 四次元ホテル「UFO」を開設。
- 1980年4月 - ウェスタンスリラーハウスを開設。
- 1982年3月 - 施設名を「鬼怒川ファミリー牧場」から「ウェスタン村」に正式変更。新アトラクションの保安官事務所、酒場、ゼネラルストア等が立ち並ぶ「ストリートミュージアム」を開設[6][14]。
- 1983年4月 - 回転台付き大観覧席を開設。
- 1984年5月 - バンパーボート場を開設。
- 1986年8月 - メキシカンタウンを新設。パノラマゴルフ場を開設。ウェスタンストリートからメキシカンタウンへの連絡橋（吊り橋）を設置。
- 1987年5月 - 日墨修交100周年を記念し、メキシコフォルクロールダンスを公演。
- 1988年
  - 5月1日 - SL「ワイパウ号」をアメリカから輸入して導入。
  - 10月 - リゾート開発整備振興地区重点拠点に指定される[7]。
- 1989年9月 - レストラン・チャックワゴンとレストラン・ニューローハイドを新設。
- 1990年
  - 6月 - 社員寮を新築、整備。
  - 7月 - メキシカンプラザにメヒコメルカードを開設。
- 1991年4月 - ストリートミュージアム内に「インディアンシアター」を開設し、アメリカ開拓時代の歴史とインディアンの歴史を立体劇場で上演。同シアターは大南兼一がドロシー・ロー・ノルト（英語版）の散文詩に感銘を受けたことで開設された。テーマソングの「アメリカインディアンの教え」は子門真人が歌い、『ひらけ!ポンキッキ』のベストアルバムにも収録された[15]。
- 1992年8月 - ウェスタンゲームカーニバルを新設。
- 1993年4月 - ミストリーサークル、カウボーイキッチンを新設。
- 1994年5月 - ミステリーショックを新設。
- 1995年
  - 6月1日 - アメリカンドリームランドエリアを開設（マウント・ラッシュモアを新設[7]〈※事業主体：大高企業、企画・デザイン：電通、設計：ロイヤル設計、旭硝子マイックス、施工：大成建設、能登高分子株式会社、構造：地上3階建GRC強化FRPコンクリート造、総事業費25億円〉）[16]。
  - 7月 - アメリカンドリームランド内にクラシックカーミュージアムを新設。
- 2003年 - セグウェイに試乗体験できるアトラクションを開始[7]。
- 2004年 - 入園料を大人2400円から1500円に変更[7]。
- 2006年12月7日 - 休園。
- 2007年10月11日 - 日本鉄道保存協会からの退会を報告。

## 園内施設

### 主な設備とアトラクション

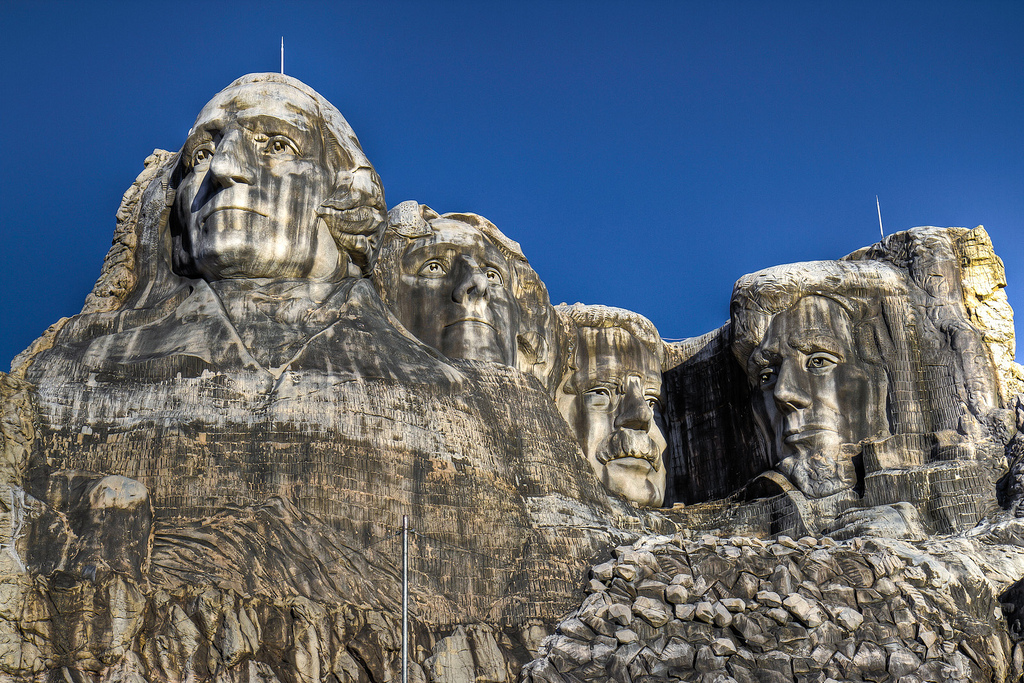
マウント・ラッシュモア

西部開拓時代のアメリカ西部を再現し、西部劇のアクションショーが見られる「ウェスタンランド」、「イベントプラザ」、世界初のマウント・ラッシュモアのレプリカ（実在のものの3分の1スケール）がある「アメリカンドリームランド」（1995年開設）の3つのエリアからなる。アメリカから輸入した動態保存の蒸気機関車（ワイパウ号、バージニア号）が乗客を乗せて村内を一周する「ウェスタン村鉄道」もあった。ペット同伴の入場も可能であった。
- メインエントランスゲート
- チケットカウンター
- ストリートミュージアム（西部開拓時代の街並み）

教会
貸し馬車屋
ジョン・ウェインのロボット（声は納谷六朗）
保安官事務所
クリント・イーストウッドのロボット（声は千葉繁）
銀行
郵便局
歯医者
荷受窓口
酒場
ディーン・マーティンのロボット（声は羽佐間道夫）
ホテル
マリリン・モンローのロボット（声は向井真理子）
床屋
雑貨店
チャールズ・ブロンソンのロボット（声は大塚周夫）
- メキシカンタウン（「メヒコメルカード」（メキシコ工芸市場）を併設）
- インディアンシアター
- ウェスタンフォトスタジオ（西部開拓時代のウェスタン衣装を着て写真が撮れるスタジオ / S判1500円、L判2500円）
- ミステリーショック（平衡感覚を試すアトラクション / 入場料400円）
- ミステリースクール（入場料400円）
- コミックハウス
- ウェスタン・ガンシューティング
- シェリフスピリット（保安官適性検査アトラクション）
- レーザーガン（レーザー式のシューティングアトラクション）
- バズーカ砲
- アーチェリー（10本500円）
- 水上ボート（5分間500円）
- 3Dシアター
- マウントラッシュモア
- パノラマゴルフ場
- 乗馬場
- クラシックカーミュージアム
- ゲームセンター（ウェスタン・ガンシューティング場に併設）
- 動くテディベアミュージアム「アメリカンドーム」と「テディわんぱくパラダイス」と「フェスティバルホール」（マウントラッシュモアの裏側に併設）
- ウェスタン村鉄道・アメリカンSL「ワイパウ号」と「バージニア号」（バージニア号は1993年4月導入、ワイパウ号は2017年5月から6月に東武ワールドスクウェア内へ移転）とSL広場
- ウェスタンショーシアター「バッファロースタジアム」（観覧無料）

※遊戯施設設置・建設：トーゴ、大高企業、H.Kポーター社、ボールドウィン社

#### SL「ワイパウ号」と「バージニア号」
蒸気機関車「ワイパウ号 4型」は1897年アメリカ製の蒸気機関車で、ハワイのオアフ島製糖工場で使用された後に、真珠湾付近のワイパウ工場に配置となり「ワイパウ」の愛称が付けられた。ワイパウ工場から引退した後はアメリカ・カリフォルニア州の保存鉄道で動態保存をされていたが、1975年（昭和50年）2月からサンフランシスコに近いローリングキャンプ&ビッグツリー狭軌鉄道で使用されていた。ワイパウ号はサドルタンク機で水タンクをボイラー部に背負った愛嬌ある姿から、通称「亀の子」と呼ばれて親しまれていた。軌条間隔は日本国内のJRや東武鉄道の1067ミリよりも狭い914ミリ（※標準軌は1435ミリ）であり、アメリカのナローゲージの鉄道で最も一般的な軌間となっている。1988年（昭和63年）5月1日にウェスタン村がアメリカから車輛を輸入し、園内アトラクションとして有料（大人1200円→後に800円→500円に料金変更）で運行していた。2006年（平成18年）にウェスタン村が休園したことに伴い、個人に払い下げられた後に東武鉄道に移管し、2017年（平成29年）7月から東武ワールドスクウェア園内の『SL広場』に静態保存されている。
蒸気機関車「バージニア号」は1926年に製造された機体で、製造はH.K.ポーター社、製造番号は7036。アメリカのウェストバージニア州の鉱山鉄道で使用され、ミネソタ州の実業家（トム・シュラーテ）に渡りその後は同氏が経営したヒンクレーのテーマパークで蒸気機関車の予備機として保存されていた機体をウェスタン村が交渉し入手して日本に移設導入をした。
ワイパウ号の性能諸元
- 製造年:1897年（明治30年）5月
- 製造所:ボールドウィン・ロコモティブ・ワークス（アメリカ製）
- 軌間:914ミリ（3フィートゲージ）
- 車両重量:18.8トン
- サイズ:長さ8.7メートル、幅2.34メートル、高さ2.85メートル
- 製造番号:15321

バージニア号の性能諸元
- 製造年:1926年（大正15年）4月
- 製造所:H.K.ポーター社（アメリカ製）
- 軌間:914ミリ（3フィートゲージ）
- 車両重量:約19.5トン
- 軸配置:2-4-0
- 動輪直径:27インチ
- ボイラー圧力:150ポンド平方/インチ
- シリンダーサイズ:9インチ×ストローク14インチ
- 製造番号:7036
- 動力:石炭焚きを重油専燃式に改造し日本に輸入、導入

### サービス設備
- インフォメーションカウンター
- 医務室
- バーベキューハウス（※団体専用エリア、家族利用エリア）
- グルメスポット「ウェスタン村オリジナル 夢国籍バイキング」（バイキングメニュー専用レストラン）
- レストラン「チャックワゴン」（ウェスタン村直営、洋食メニュー取り扱い）
- ウェスタン村グッズショップ（※日光鬼怒川の名産も取り扱っていた）

※サービス設備建設:東武建設

## カセットテープ
- 「ウェスタン村開村10周年記念 アメリカインディアンの教え」
ウェスタン村が製作したカセットテープ。4000本を販売した[15]。

収録曲
A面
1. 「アメリカインディアンの教え」
作詞：伯田青竹、大南兼一、作曲：服部良一、編曲：水谷良一[22]、歌：子門真人、児童合唱ゆりの子
2. 「開拓賛歌」
作詞：伯田青竹、大南志津子、作・編曲：水谷良一、歌：ザ・ブレッスン・フォー&マギー

B面
1. 「アメリカインディアンの教え（カラオケ）」
2. 「開拓賛歌（カラオケ）」

## 交通アクセス
- 国道121号鬼怒バイパス及び会津西街道沿い
- 東武鬼怒川線新高徳駅から徒歩約10分、800メートル
- 施設前の鬼怒バイパス沿いに日光交通日光江戸村線「ウエスタン村入口」バス停（※おさるの学校 - 柄倉入口の間）が休園後も存在したが、2012年秋頃に停留所が廃止され通過となっている [7]。